# Manfred Scharrer
Manfred Scharrer (* 16. Januar 1945 in Hersbruck, Franken) ist ein deutscher Historiker und freier Autor.

## Leben
Scharrer machte eine Lehre bei Siemens-Schuckert in Nürnberg (1959–1963) und arbeitete dann bis 1965 als Werkzeugmacher bei Siemens in Nürnberg und Berlin. 1969 absolvierte er das Abitur am Berlin-Kolleg und studierte danach Erziehungswissenschaft, Soziologie und Geschichte an der Freien Universität Berlin. 1967 trat er der Gewerkschaftlichen Studentengemeinde (GSG) und dem Sozialistischen Deutschen Studentenbund (SDS) bei. 1969 wirkte als Referent in der gewerkschaftlichen Bildungsarbeit und erwarb 1975 mit einer Arbeit zur Geschichte der deutschen Sozialdemokratie das Diplom in Erziehungswissenschaft.
1969/70 war er Gründungsmitglied der KPD/AO (Kommunistische Partei Deutschlands/Aufbauorganisation), die er nach wenigen Monaten verließ. Danach gründete er mit anderen 1972 die Zeitung „Der lange Marsch – Zeitung für eine Neue Linke“, die bis 1980 in 47 Ausgaben – mit zahlreichen Artikeln von ihm, zunächst ohne seine namentliche Nennung – erschien und sich vor allem gegen die maoistischen und „revisionistischen“ Strömungen (SED/SEW/DKP) wandte sowie den Terrorismus der RAF und anderer Gruppierungen bekämpfte. Von 1975 bis 1980 war Scharrer Wissenschaftlicher Assistent am Institut für Soziologie der FU Berlin, promovierte dann 1981 bei Theo Pirker und Ossip K. Flechtheim mit einer Arbeit zum historischen Auseinanderbrechen der SPD. Er arbeitete am DFG-Forschungsprojekt „Politische, wirtschaftliche und kulturelle Arbeiterorganisationen 1918–1933“ (1984/85) mit und betreute das DGB-Projekt „Geschichte von unten“ (1885–1988). Außerdem schloss er sich dem Publikationsprojekt der Hans-Böckler-Stiftung „Curriculum Geschichte der Gewerkschaften“ (1988–1990) an.
Von 1990 bis 1994 war er im Referat Aus- und Weiterbildung der ÖTV-Hauptverwaltung, Büro des Hauptvorstandes Berlin tätig. Er war beim Aufbau der ÖTV in den neuen Bundesländern mit der Qualifizierung neu eingestellter Beschäftigter befasst. Danach leitete er das Referat Aus- und Weiterbildung der ÖTV-Hauptverwaltung (1994–1996) und die ÖTV-Bildungsstätte Mosbach (1996–2006). Seither lebt Manfred Scharrer als freier Autor in Berlin.

## Werk
Neben mehreren Büchern verfasste Scharrer auch zahlreiche Rezensionen und Aufsätze zur Arbeiter- und Gewerkschaftsbewegung.
Scharrers zentrales Thema ist die demokratische Geschichte der und das totalitäre Scheitern eines Teils der Arbeiterbewegung, speziell der deutschen, in kritischer Auseinandersetzung mit deren Fehldarstellungen und Irreführungen in parteilicher Absicht. Typisch dafür ist seine Rezension des Buches von Frank Deppe, Georg Fülberth u. a., Geschichte der deutschen Gewerkschaftsbewegung (Köln 1977, ISBN 3-7609-0988-4), in dem die stalinistische Lesart der SED für die Bundesrepublik, speziell deren Gewerkschaften, zugerichtet wurde. Dieser kritisch-methodische Zugang und streitbare Charakter seines Werkes prägt auch seine Dissertation zur Spaltung der Arbeiterbewegung bzw. Gründung der KPD und zeigt sich in vielen kleineren und größeren Publikationen zur Theorie und Geschichte der Arbeiterbewegung, vor allem aber an dem Buch von 2002: „Freiheit ist immer …“ Die Legende von Rosa & Karl, worin die politische Haltung der beiden KPD-Gründer, ihr spezielles Verhältnis zu Demokratie und Diktatur des Proletariats und sodann die Art und Weise beleuchtet werden, wie diese von der KPD und SED instrumentalisiert wurden. Auch das Werk Der Leserbriefschreiber, die politische Kriminalgeschichte (nicht Kriminalroman) über einen Menschen, der in der DDR lebte und anonyme Leserbriefe gegen die Unwahrheit der SED-Propaganda verfasste und dafür von der Stasi verfolgt, schließlich gefasst und eingesperrt wurde, gehört noch in diesen Zusammenhang. 2011 legte er eine Untersuchung und Dokumentation zum Aufbau freier Gewerkschaften in der DDR 1989/90 vor. Am Beispiel der ÖTV und der FDGB-Gewerkschaften wird das konfliktbeladene Ringen um die Gestalt zukünftiger Gewerkschaften im vereinten Deutschland gezeigt.

## Schriften
- Arbeiterbewegung im Obrigkeitsstaat. Rotbuchverlag, Berlin 1977, ISBN 3-88022-161-8.
- Die Spaltung der deutschen Arbeiterbewegung. Ed. Cordelier, Stuttgart 1983, ISBN 3-922836-18-6.
- Anpassung bis zum bitteren Ende: Die freien Gewerkschaften 1933. In: Manfred Scharrer (Hrsg.): Kampflose Kapitulation: Arbeiterbewegung 1933. Rowohlt, Reinbek 1984, ISBN 3-499-15236-3.
- Macht Geschichte von unten: Handbuch für gewerkschaftliche Geschichte vor Ort. Bund-Verlag, Köln 1988, ISBN 3-7663-3140-X.
- Arbeiter und die Idee von den Arbeitern: 1848 bis 1869 (= Gewerkschaften in Deutschland. Bd. 1). Bund-Verlag, Köln 1990, ISBN 3-7663-2158-7.
- Organisation und Vaterland: Gewerkschaften vor dem Ersten Weltkrieg (= Gewerkschaften in Deutschland. Bd. 2). Bund-Verlag, Köln 1990, ISBN 3-7663-2206-0.
- Die Entstehung des freigewerkschaftlichen Dachverbandes. Reprint des Protokolls der Verhandlungen des ersten Kongresses der Gewerkschaften Deutschlands. Abgehalten zu Halberstadt vom 14. bis 18. März 1892. Herausgegeben und eingeleitet von Manfred Scharrer. Bund-Verlag, Köln 1991, ISBN 3-7663-2196-X.
- „Freiheit ist immer …“ Die Legende von Rosa & Karl. Transitverlag, Berlin 2002, ISBN 3-88747-172-5.
- Der Leserbriefschreiber. Tatwaffe „Erika“. Berlin 2005, Transitverlag, ISBN 3-88747-207-1.
- Auf der Suche nach der revolutionären Arbeiterpartei. In: Ästhetik & Kommunikation, Heft 140/141, 2008, ISSN 0341-7212.
- Der Aufbau einer freien Gewerkschaft in der DDR 1989/90: ÖTV und FDGB-Gewerkschaften im deutschen Einigungsprozess. De Gruyter, Berlin/New York 2011, ISBN 978-3-11-025432-7.
- Der Mythos und das Schreckgespenst der bolschewistischen Oktoberrevolution in der deutschen Sozialdemokratie (Spartakusbund und USPD).Zeitschrift des Forschungsverbundes SED-Staat, Nr. 41, 2017, Dreilinden Verlag Berlin, ISSN 0948-9878.
- Der "unterschlagene" Bericht. In: Zeitschrift des Forschungsverbundes SED-Staat, Nr. 43, 2019, Dreilinden Verlag Berlin, ISSN 0948-9878.
- "Hammersteins Töchter" oder "Warum hatten wir nicht den Impuls, die Weimarer Republik zu schützen?" In: Zeitschrift des Forschungsverbundes SED-Staat, Nr. 50, 2023, Dreilinden Verlag Berlin, ISSN 0948-9878